# 존 스티븐스 (발명가)

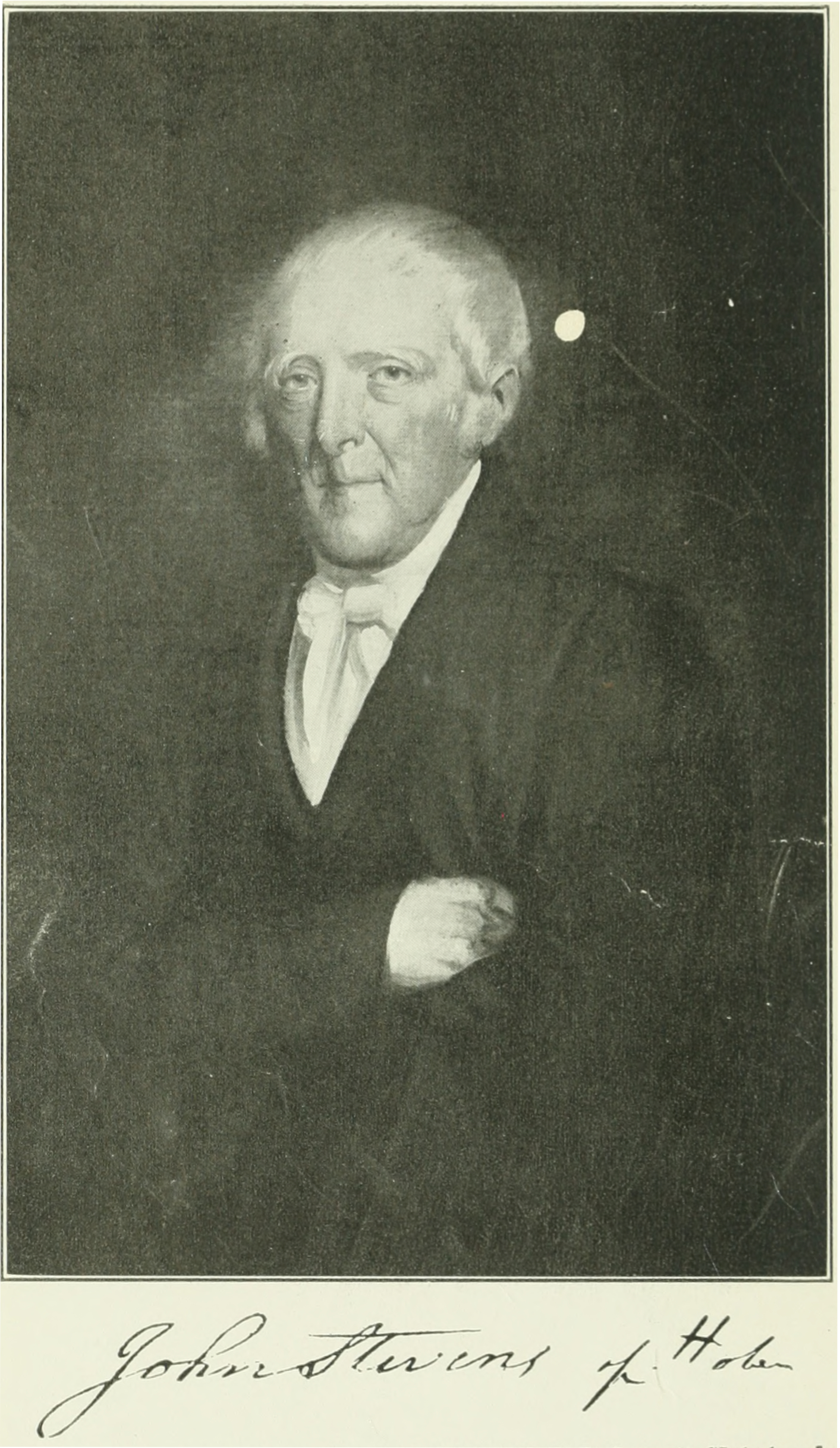
존 스티븐슨

존 스티븐스(John Stevens, 1749년 ~ 1838년)는 미국의 발명가이다.

## 생애
증기선의 발명으로 풀턴과 겨루었다. 뉴욕에 태생으로, 1768년 컬럼비아대학의 전신 킹스 컬리지 출신. 법률을 전공하여 법률가가 되었다. 미국의 독립전쟁 때는 혁명군 장교로 활약하였고 후에 뉴저지주의 재정을 담당하였다. 그는 허드슨강을 가로질러 대량의 화물을 운반할 필요가 증기 기관으로 배의 동력은 사용하면 된다. 그는 스크루가 있는데 1802년에 증기선을 만들어 허드슨강을 몇 번이고 왕복시켰다. 증기선으로 움직이는 것은 증명되었으나, 속도가 힘이 있어서 그는 만족하지 못하였다. 그 무렵에 발전 중이던 고압 기관의 눈을 돌려, 1807년에 고압 기관을 설치한 스크루선 '피닉스'호를 진수시켰다. 그러나 풀턴의 클러몬트 호의 공개 실험이 있은 지 며칠 후였기 때문에 사람들의 눈을 끌지 못하였다. 게다가 풀턴이 허드슨강을 이용하여 독점권을 얻었기 때문에 증기선 발명가로 스티븐스의 이름은 그늘이 가려지고 말았다. 스티븐스는 또 철도 수송에도 관심을 가지고 있었으나 그 방면의 사업은 두 아들에 의하여 수행되었다.